# I cieli di Escaflowne
I cieli di Escaflowne (天空のエスカフローネ?, Tenkū no Esukafurōne, lett. traducibile in "Escaflowne del cielo" o "Escaflowne del Paradiso"), è un anime di 26 episodi di Shōji Kawamori prodotto da Sunrise. La versione originale andò in onda in Giappone dal 2 aprile al 24 agosto 1996. Ne sono stati tratti due manga e un film d'animazione (Escaflowne - The Movie).
In Italia, l'anime de I cieli di Escaflowne è stato pubblicato in 5 DVD dalla Dynamic Italia ed è stato trasmesso dalla rete MTV.

## Trama
Hitomi Kanzaki è una tipica ragazza delle scuole superiori con tutti i problemi relativi a un'adolescente della sua età. Tra le sue compagne di classe è famosa per l'abilità di prevedere il futuro con i tarocchi, capacità che le permette anche di avere visioni. Durante una di esse le appare un mondo alieno nel cui cielo si stagliano la Luna e la Terra. In un modo a lei sconosciuto e comprensibile solo quasi alla fine della saga, Hitomi arriverà nel mondo sconosciuto di Gaia con un giovane spadaccino, Van Fanel. In questo mondo vi sono diversi Paesi in guerra fra loro, con una tecnologia piuttosto diversa da quella presente sulla Terra.
Particolarmente potente fra questi Paesi belligeranti è l'impero di Zaibach che possiede un esercito efficiente, numeroso e tecnologicamente molto avanzato. Sullo sfondo di questo scenario c'è il ricordo della perduta civiltà di Atlantide, e in particolare della macchina di predizione del destino che permette di realizzare qualunque desiderio. Van e Hitomi, insieme ad alleati e nemici che incontreranno durante il loro cammino, dovranno cercare di sopravvivere in questo problematico scenario evitando che la guerra porti alla distruzione del mondo di Gaia. E, al tempo stesso, dovranno chiarire i confusi sentimenti che provano l'uno nei confronti dell'altra.
L'episodio finale mette ben in risalto la "morale" della storia: l'uomo possiede una naturale inclinazione alla guerra e a uccidere; soltanto l'amore può neutralizzare questa tendenza umana.

## Ambientazioni

### Fanelia
Un piccolo regno in Gaia, governato dalla famiglia Fanel, di cui attualmente Van è il re. Per poter diventare re, Van deve uccidere un dragone, prendergli l'energist e tornare a Fanelia. Folken, fratello di Van, non riuscì nell'impresa, lasciando quindi il posto a Van che invece ne fu capace. Tuttavia il suo regno viene distrutto nelle prime puntate da Zaibach.

### Zaibach
Un potentissimo impero, guidato da Dornkirk, in possesso di tecnologie avanzatissime. Un tempo era una terra piccola e desolata. I suoi abitanti hanno affrontato la fame, la povertà e gli attacchi dei regni vicini, vivendo costantemente nel terrore. Usando la propria conoscenza, Dornkirk ricostruì Zaibach, facendolo diventare uno dei più rispettati e temuti regni di Gaia. Le persone di Zaibach hanno quindi dedicato la propria vita alla visione del mondo di Dornkirk, cercando di creare una nuova era di pace, prendendo possesso dell'intero pianeta.

### Asturia
Il regno più grande a Gaia, inizialmente alleato con Zaibach, prima che i popoli dei due regni entrassero in guerra. Asturia è una monarchia, e i suoi guerrieri sono conosciuti come "cavalieri celesti".

### Freid
Un ducato di Gaia, governato dalla famiglia Freid. Freid è in possesso di un antico manufatto proveniente da Atlantide, necessario a Dornkirk per completare il suo piano di far rivivere il potere di Atlantide. Per tale ragione Zaibach vuole invadere Freid e impossessarsi del manufatto. Saggiamente, il popolo di Freid vuole impedire che tale oggetto cada in mani sbagliate, per evitare che esso porti nuovamente la distruzione, come accadde ad Atlantide.

## Doppiaggio
- Hitomi Kanzaki - doppiatrice: Ilaria Latini (Maaya Sakamoto)
- Van Fanel - doppiatore: Fabrizio Manfredi (Tomokazu Seki)
- Allen Schezar - doppiatore: Sandro Acerbo (Shinichiro Miki)
- Merle - doppiatrice: Domitilla D'Amico (Ikue Ōtani)
- Folken Fanel - doppiatore: Sergio Di Stefano (Jōji Nakata)
- Dilandau Albatou - doppiatrice: Laura Lenghi (Minami Takayama)
- Yukari Uchida - doppiatrice: Federica De Bortoli (Mayumi Iizuka)
- Susumu Amano - doppiatore: Francesco Bulckaen (Shinichiro Miki)
- Imperatore Dornkirk / Isaac - doppiatore: Dario Penne (Masato Yamanouchi)
- Dryden Fassa - doppiatore: Francesco Prando (Juurouta Kosugi)
- Principe Chid - doppiatore: Alessio Puccio (Minami Takayama)
- Nonna di Hitomi - doppiatore: Perla Liberatori (Sachiko Miki)
- Uomo talpa - doppiatore: Angelo Nicotra (Chafūrin)
- Millerna Aston - doppiatrice: Georgia Lepore (Mayumi Iizuka)
- Balgus - doppiatore: Claudio Fattoretto (Tesshō Genda)
- Jajuka - doppiatore: Roberto Chevalier (Kōji Tsujitani)
- Eries Aston - doppiatrice: Cristina Boraschi (Yuri Amano)
- Teo - doppiatore: Massimo De Ambrosis (Toshihiko Nakajima)
- Chesta - doppiatore: Marco Vivio (Kappei Yamaguchi)
- Dallet - doppiatore: Marco Baroni
- Eriya - doppiatrice: Silvia Tognoloni (Narumi Hidaka)
- Kats - doppiatore: Massimiliano Virgilii
- Kio - doppiatore: Daniele Valenti
- Meiden Fassa - doppiatore: Sandro Iovino
- Naria - doppiatrice: Tiziana Avarista (Yuri Amano)
- Olf - doppiatore: Enrico Pallini
- Re Aston - doppiatore: Renato Mori (Tamio Ōki)
- Riden - doppiatore: Fabrizio Vidale (Yūji Ueda)
- Uomo Geco A - doppiatore: Roberto Del Giudice
- Uomo Geco B - doppiatore: Vittorio Stagni
- Uff. Cimitero dei draghi - doppiatore: Guglielmo Caprio
- Marlene Astor - doppiatrice: Barbara De Bortoli
- Voris - doppiatore: Glauco Onorato
- Zongi - doppiatore: Oliviero Dinelli

## Episodi
Ogni episodio è introdotto da una carta dei tarocchi scritta in italiano. È ricordato qualche refuso, come la carta del fuoco, che appare come la carta del "Fusco".
| Nº | Titolo italiano Giapponese 「Kanji」 - Rōmaji                                        | In onda           | In onda          |
| Nº | Titolo italiano Giapponese 「Kanji」 - Rōmaji                                        | Giapponese        | Italiano         |
| 1  | Una dichiarazione segnata dal destino 「運命の告白」 - Unmei no kokuhaku             | 2 aprile 1996     | 26 dicembre 2000 |
| 2  | La ragazza della luna dell'illusione 「幻の月の少女」 - Maboroshi no tsuki no shoujo | 9 aprile 1996     | 2 gennaio 2001   |
| 3  | Lo splendido spadaccino 「華麗なる剣士」 - Karei naru kenshi                         | 16 aprile 1996    | 9 gennaio 2001   |
| 4  | Il ragazzo dalla bellezza diabolica 「魔性の美少年」 - Mashou no bishounen           | 23 aprile 1996    | 16 gennaio 2001  |
| 5  | Il sigillo dei fratelli 「兄弟の刻印」 - Kyoudai no kokuin                           | 30 aprile 1996    | 23 gennaio 2001  |
| 6  | La città degli intrighi 「策謀の都」 - Sakubou no miyako                             | 7 maggio 1996     | 30 gennaio 2001  |
| 7  | Un addio inaspettato 「予期せぬ別れ」 - Yokisenu wakare                              | 14 maggio 1996    | 6 febbraio 2001  |
| 8  | Il giorno in cui un angelo danzò 「天使の舞う日」 - Tenshi no mau hi                 | 21 maggio 1996    | 13 febbraio 2001 |
| 9  | Memorie delle piume 「羽根の記憶」 - Hane no kioku                                   | 28 maggio 1996    | 20 febbraio 2001 |
| 10 | Il principe dagli occhi azzurri 「青き瞳 の王子」 - Aoki hitomi no ouji              | 4 giugno 1996     | 27 febbraio 2001 |
| 11 | Predizione di morte 「死の予言」 - Shi no yogen                                      | 11 giugno 1996    | 6 marzo 2001     |
| 12 | La porta segreta 「秘密の扉」 - Himitsu no tobira                                    | 18 giugno 1996    | 13 marzo 2001    |
| 13 | Destino rosso 「赤い運命」 - Akai unmei                                              | 25 giugno 1996    | 20 marzo 2001    |
| 14 | Cicatrici pericolose 「危険な傷跡」 - Kiken na kizuato                               | 2 luglio 1996     | 27 marzo 2001    |
| 15 | Il paradiso perduto 「失われた楽園」 - Ushinawareta rakuen                           | 9 luglio 1996     | 3 aprile 2001    |
| 16 | Colui che fu guidato 「導かれし者」 - Michibikareshi mono                            | 16 luglio 1996    | 10 aprile 2001   |
| 17 | La fine di questo mondo 「この世の果て」 - Kono yo no hate                           | 23 luglio 1996    | 17 aprile 2001   |
| 18 | Attrazione del destino 「運命の引力」 - Unmei no inryoku                             | 30 luglio 1996    | 24 aprile 2001   |
| 19 | Operazione regola d'oro dell'amore 「恋の黄金律作戦」 - Koi no ougonritsu sakusen    | 6 agosto 1996     | 1º maggio 2001   |
| 20 | Una falsa promessa 「偽りの契り」 - Itsuwari no chigiri                              | 13 agosto 1996    | 8 maggio 2001    |
| 21 | Reazione alla fortuna 「幸運の反作用」 - Kouun no hansayou                           | 20 agosto 1996    | 15 maggio 2001   |
| 22 | L'angelo dalle ali nere 「黒き翼の天使」 - Kuroki tsubasa no tenshi                  | 27 agosto 1996    | 22 maggio 2001   |
| 23 | Presagio di tempesta 「嵐の予感」 - Arashi no yokan                                  | 3 settembre 1996  | 29 maggio 2001   |
| 24 | La scelta del destino 「運命の選択」 - Unmei no sentaku                              | 10 settembre 1996 | 5 giugno 2001    |
| 25 | Il luogo della fortuna assoluta 「絶対幸運圏」 - Zettai kouun ken                    | 17 settembre 1996 | 12 giugno 2001   |
| 26 | Sentimento eterno 「永遠の想い」 - Eien no omoi                                      | 24 settembre 1996 | 19 giugno 2001   |

## Colonna sonora
I cieli di Escaflowne rappresenta il debutto per Maaya Sakamoto, che oltre a prestare la propria voce per la protagonista Hitomi Kanzaki, canta anche la sigla di apertura dell'anime Yakusoku wa Iranai (Non ho bisogno di promesse) e altre canzoni nel corso degli episodi. Yōko Kanno ed Hajime Mizoguchi hanno invece composto la colonna sonora della serie, incorporando una grande quantità di stile diversi, che vanno dalla musica contemporanea a quella classica, passando persino ai canti gregoriani. La Victor Entertainment ha prodotto quattro CD contenenti la colonna sonora dell'anime.

## Light novel
Yumiko Tsukamoto, Hajime Yatate, e Shōji Kawamori hanno collaborato nella stesura delle light novel di "Escaflowne". Inizialmente i capitoli sono stati pubblicati su Newtype, con le illustrazioni di Nobutoshi Yuuki e Hirotosh Sano. In seguito i vari capitoli sono stati raccolti e pubblicati in sei volumi editi da Kadokawa Shoten, nella collana "New Type Novels" fra il 1996 e il 1997.
1. Escaflowne - giugno 1996
2. (竜の流離?, Ryuu no Ryuuri) - agosto 1996
3. (竜の修練?, Ryuu no Shuuren) - novembre 1996
4. (竜沈黙?, Ryuu no Chinmoku) - aprile 1997
5. (竜の愛憎?, Ryuu no Aizou) - maggio 1997
6. (竜の永遠?, Ryuu no Eien) - agosto 1997

## Il film
Escaflowne (エスカフローネ?, Esukafurōne) è un film di 90 minuti distribuito in Giappone il 24 giugno 2000, che rivisita la storia della serie TV. Il film, prodotto dalla Sunrise, animato dallo studio Bones e diretto da Kazuki Akane, presenta un diverso character design e si concentra maggiormente sulla psicologia della protagonista. Hitomi Kanzaki infatti nel film è completamente diversa dal suo omologo televisivo: anziché essere una giovane solare e piena di vita, Hitomi qui è una ragazza depressa con tendenze suicide. Il mondo di Gaea, inoltre, è ridisegnato per avere un aspetto molto più orientale.